# Špičácký tunel
Der Špičácký tunel (deutsch Spitzbergtunnel) ist ein Eisenbahntunnel der Bahnstrecke Železná Ruda–Plzeň bei Železná Ruda im Böhmerwald. Er war anfangs der längste Tunnel Österreich-Ungarns. Bis 2007 war er der längste Tunnel in Tschechien.

## Geographie
Der Tunnel liegt nördlich des Dorfs Špičák in der Gemeinde Železná Ruda und an der Bahnstrecke Železná Ruda–Plzeň zwischen dem unmittelbar am Südportal gelegenen Bahnhof Špičák und der Haltestelle Hojsova Stráž-Brčálník im Bereich zwischen Streckenkilometer 7,862 und 9,610. Der in den Endbereichen gekrümmte und in der Mitte in einer langen Geraden liegende Tunnel durchstößt unterhalb des Sattels Špičák die Ostflanke des 1202 m n.m. hohen Berges Špičák (deutsch Spitzberg) als Scheiteltunnel den Kamm des Böhmerwaldes. Er ist mit einer Länge von 1747,20 Metern der längste von drei Tunneln der Strecke Železná Ruda–Plzeň.
Die Gradiente steigt im Tunnel von beiden Portalen zur Mitte hin an.
Mit seiner Fertigstellung war der Špičácký tunel der längste Tunnel in Österreich-Ungarn. Er wurde durch den 1884 fertiggestellten Arlbergtunnel übertroffen. Bis zur Inbetriebnahme des elf Meter längeren Tunnels Březenský der Bahnstrecke Praha–Chomutov im Jahr 2007 blieb der Špičácký tunel der längste Tunnel in Tschechien.

## Geschichte

### Planung
Im Jahr 1873 wurde Karl Pascher von Osserburg durch die Eisenbahn Pilsen–Priesen mit dem Bau des Tunnels betraut. Neben der später ausgeführten Variante wurde eine zweite Variante beplant, bei der der Tunnel weiter nordöstlich und etwas höher gelegen wäre und mit einer Länge von 890 Metern etwa halb so kurz geworden wäre. Aufgrund der dann längeren Rampe mit schwierigerem Bau und Instandhaltung der Trasse an hohen, schwer zugänglichen, abgeholzten Hängen mit Schneeverwehungen im Winter wurde stattdessen der Plan mit dem längeren Tunnel umgesetzt.

### Bau
Der Tunnel wurde von 1874 bis 1877 für insgesamt 1,8 Millionen Gulden erbaut. Zur Beschleunigung des Tunnelbaus wurden zwei vertikale Schächte als Zwischenangriffe abgeteuft. Sie lagen beim späteren Hotel Rixi (Lage) und am Weg Richtung Černé jezero (Lage). Sie hatten eine Tiefe von 112 und 127 Metern und waren jeweils 650 Meter von den Portalen entfernt, sodass der Sprengvortrieb an sechs Stellen – von den beiden Portalen sowie von den Zwischenangriffen jeweils in beide Richtungen – gleichzeitig durchgeführt wurde. Für den Vortrieb war ursprünglich ausschließlich die englische Bauweise vorgesehen. Aufgrund der unterschiedlichen geologischen Verhältnisse und Gesteinseigenschaften wurde diese jedoch nur im Bereich des Nordportals ausgeführt und für den übrigen Vortrieb die österreichische Bauweise angewandt. Dabei wurden 90 Tonnen Dynamit verwendet. Die weiteren Hilfsmittel waren einfache Handwerkzeuge wie Handbohrer für die Sprenglöcher und von Männern oder Pferden gezogene Kipploren. Im Schichtbetrieb wurden in der Regel etwa dreihundert Loren pro Schicht und insgesamt fast 91.000 Kubikmeter Abraum gefördert. Bis zu den Durchschlägen wurde das Tunnelwasser mit Handpumpen, später mit maschinellen Pumpen abgepumpt. Die Schächte wurden nach der Fertigstellung wieder verfüllt. Der Tunnel wurde nur teilweise gemauert, 509 Meter des Tunnels wurden komplett ausgekleidet, weitere 220 Meter nur teilweise und an den übrigen Stellen blieb der blanke Fels sichtbar. Der Tunnelquerschnitt wurde für einen zweigleisigen Ausbau vorbereitet, aber es wurde nur ein Gleis verlegt. An beiden Seiten wurden Schutznischen eingelassen.
Als Mineure und Bauarbeiter des Eisenbahnbaus, die als Baraber bezeichnete wurden, waren in der Gegend über tausend Menschen tätig, vor allem Italiener, aber auch Kroaten, Arbeiter aus der Steiermark und aus Kärnten, Serben, Dalmatiner und Bosnier. Als Unterkünfte für sie wurde bereits 1873 in der Nähe des Bahnhofs Špičák die ersten Baracken errichtet. Mehrere Dutzend von ihnen kamen dabei ums Leben. Aus Sorge vor Unruhen und Epidemien untersagte die Stadt Zeremonien für die Bauarbeiter in der Pfarrkirche. Für Zeremonien und die Bestattungen der christlichen Opfer wurde daher die die Kapelle (Sankt Antonius und Sankt Barbara) unterhalb der Haltestelle Železná Ruda město (Lage) und ein nahegelegener kleiner Friedhof genutzt. Die Ungläubigen (Muslime) wurden auf einem eigens im Juni 1874 angelegtes Gräberfeld in der Nähe der Bahnstrecke zwischen Železná Ruda und Špičák (Lage), das als pohřebiště barabů ‚Begräbnisstätte der Baraber‘ oder italienischer Friedhof, bekannt wurde, ohne Zeremonien in etwa 20 Gräbern anonym begraben. Im Jahr 2002 errichtete der Železnorudského klubu eine Gedenkstätte mit einem einfachen Holzkreuz und einer Informationstafel.
Ausgebrochenes Gestein unterhalb des Wegs Richtung Černé jezero wurde in den 1950er Jahren mittels Steinbrecher zerkleinert und das entstandene Material für den Straßenbau in der Umgebung verwendet.

### Inbetriebnahme
Im Rahmen der am 17. und 18. Oktober 1877 vorgenommenen polizeilich-technischen Streckenprüfung wurde der Tunnel in zwei Minuten durchfahren. Am 20. Oktober 1877 wurde der Verkehr durch den Tunnel aufgenommen.

### Sanierungen
In den 1970er Jahren wurde der Tunnel instand gesetzt. Dabei wurde hauptsächlich erstmals eine Entwässerung mit Rohren hergestellt.

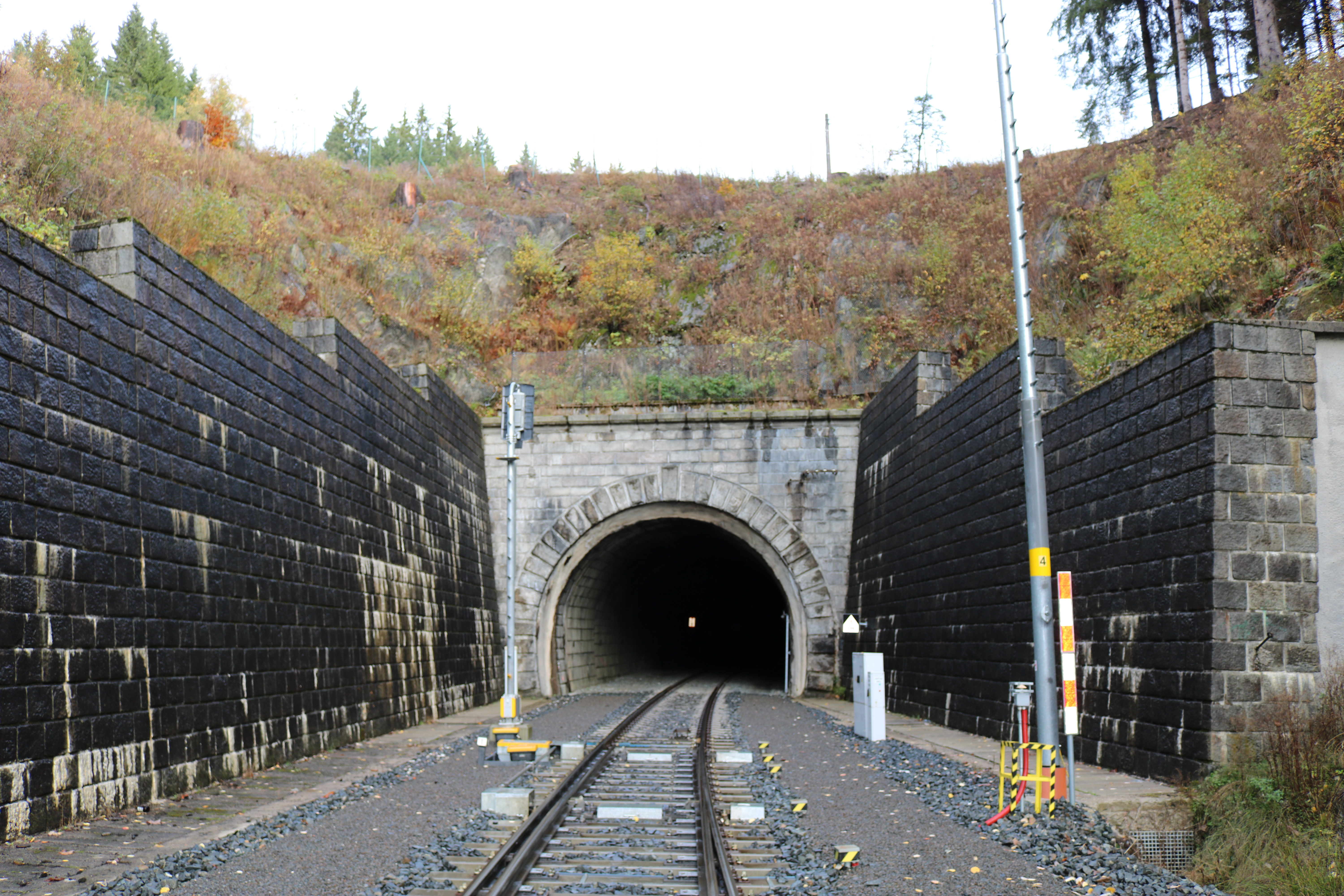
Südportal mit Weiche und Signal des Bahnhofs Špičák (2015)
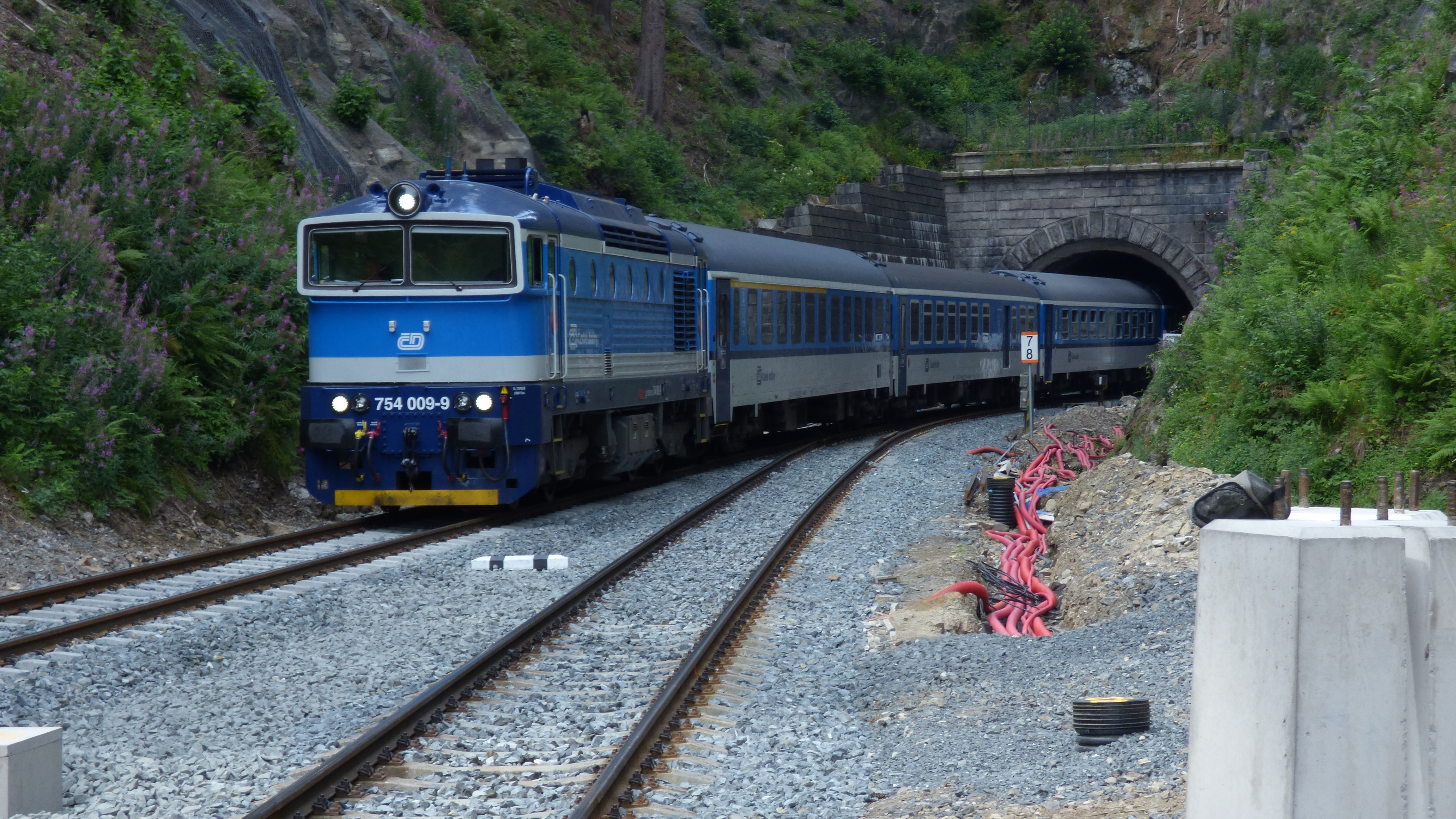
Ausfahrt aus dem Tunnel und Einfahrt in den Bahnhof Špičák (2015)
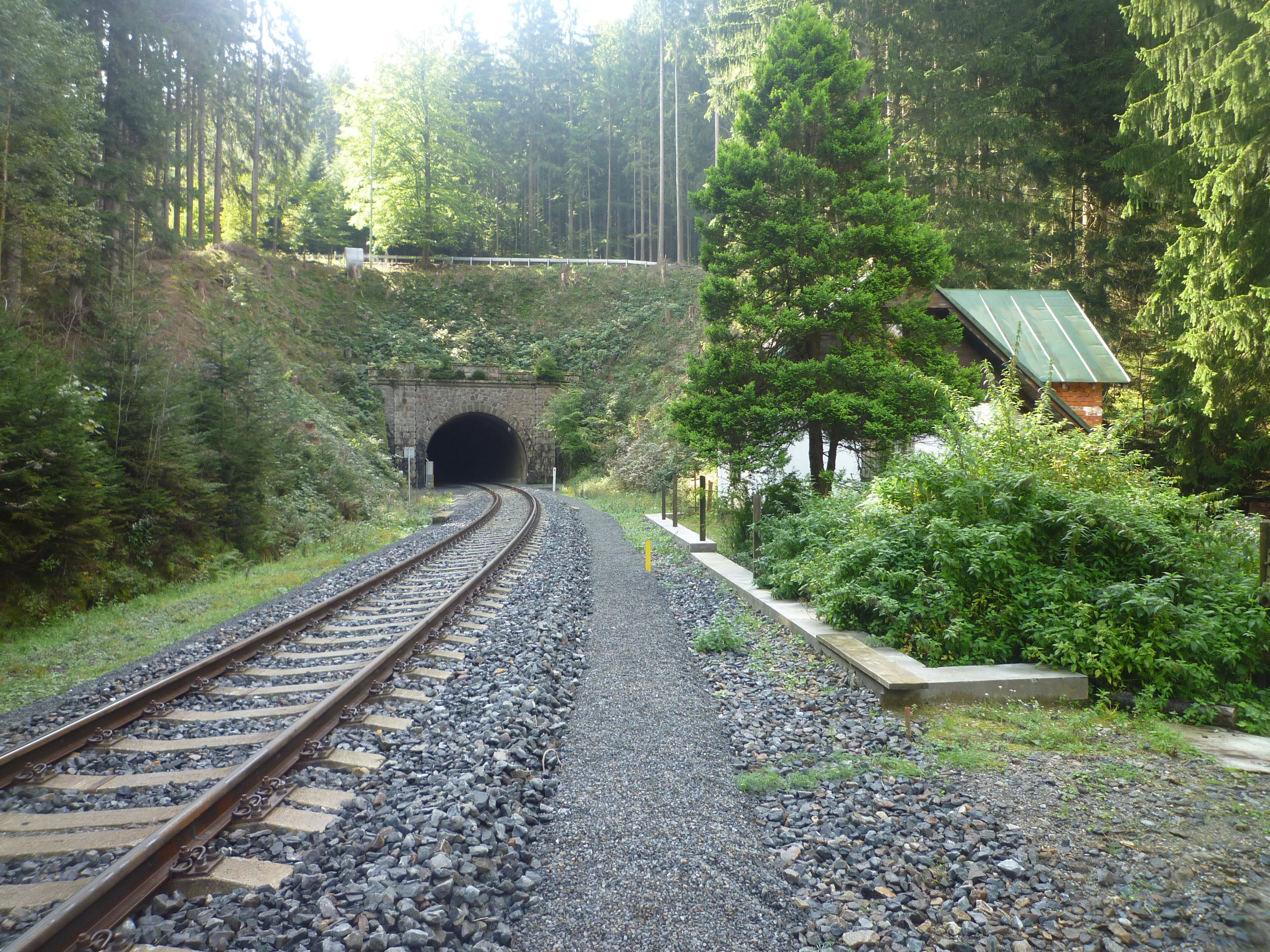
Nordportal mit ehemaligem Bahnwärterhaus (2016)
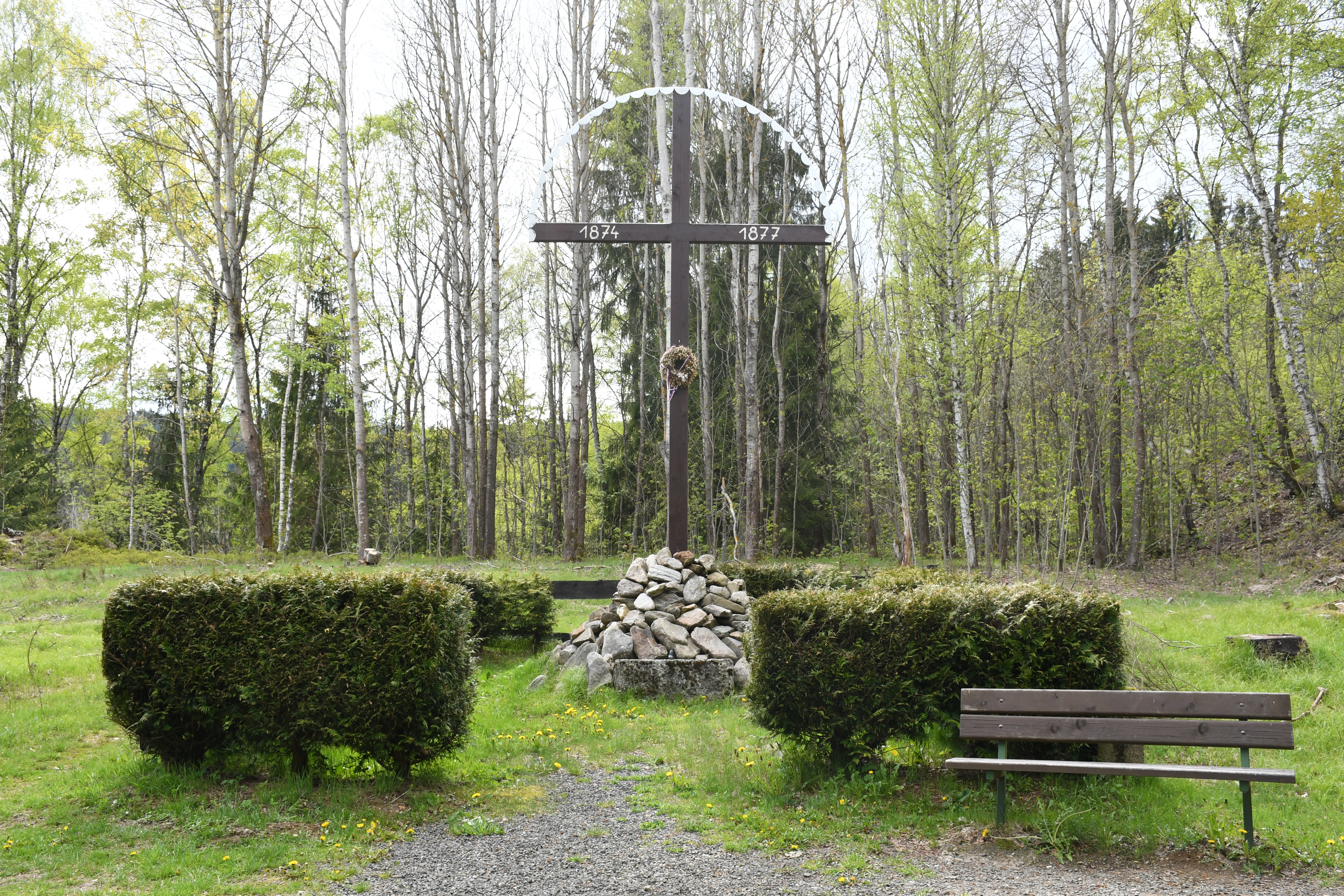
Gedenkstätte pohřebiště barabů (2019)

Im Rahmen des Projekts der Elektrifizierung des Streckenabschnitts Železná Ruda–Klatovy geht der Infrastrukturbetreiber Správa železnic davon aus, den notwendigen Raum für den Bau der Oberleitung durch Tieferlegung des Gleiskörpers zu erreichen.